# Pierre Termier
Pierre Termier, né à Lyon le 3 juillet 1859 et mort à Varces-Allières-et-Risset le 23 octobre 1930, est un géologue français. Spécialiste de la tectonique et de la synthèse structurale des Alpes, il a étudié les mouvements tangentiels de la chaîne.

## Biographie
Pierre Marie Termier prépare le concours de 1876 à 1878 à Sainte-Geneviève à Versailles et sort major de Polytechnique à 21 ans en 1880 puis entre au prestigieux Corps des mines. Il est très vite passionné par les sciences de la Terre et surtout, dès 1879, par l'étude de la chaîne alpine.
Le 8 août 1894, il succède à François Ernest Mallard à la Chaire de minéralogie et pétrographie de l'École des mines de Paris, après avoir occupé depuis 1885 celle de géologie, minéralogie et physique à Saint-Étienne, où Marcel Bertrand et Auguste Michel-Lévy l'avaient remarqué. Il exécute des missions géologiques dans les Alpes, en Tunisie, en Russie, au Maroc, etc.
En 1906, il effectue des recherches sur le bassin minier de Ronchamp et son prolongement potentiel dans le bassin houiller stéphanien sous-vosgien.
En 1909, il entre en section minéralogie à l'Académie des Sciences, dont il deviendra président. En 1911, à la mort d'Auguste Michel-Lévy, il lui succède comme directeur du service de la Carte géologique. En 1914, il est nommé inspecteur général des Mines.
Il est l'un des meilleurs géologues alpins du début du XXe siècle. Il s'est appliqué à la géologie du massif de la Vanoise et du Briançonnais auxquelles il a étendu la théorie des nappes de charriage. Il a également démontré le caractère charrié des Alpes orientales. En effet, elle représentent une gigantesque lame cristalline portant une couverture plus ou moins décollée et chevauchant sur plus de 100 km le prolongement des Alpes occidentales qui y apparaissent dans les fenêtres des Tauern et de l'Engadine.
Il a donné de nombreuses conférences scientifiques qui ont par la suite été publiées.
Il fut un ami fidèle de Léon Bloy de 1906, année de leur rencontre, à 1917, année de la mort de l'écrivain. Pierre Termier, catholique pratiquant, était par ailleurs Tertiaire de saint François d'Assise.
Il réalise un Portrait de François Ernest Mallard (son prédécesseur à la chaire de minéralogie), huile sur toile, fin XIXe, conservé à l'Ecole des mines de Paris.

## Hommages et distinctions
Deux établissements scolaires catholiques portent son nom : l'un situé à Grenoble (lycée catholique Pierre-Termier, ex-institution Bois-Rolland), l'autre situé à Lyon (école, collège, lycée Pierre-Termier d'enseignement catholique privé) dans la rue des Alouettes, dans le quartier de Monplaisir, ainsi qu'un chalet chemin du vieux four à Argentières (Haute-Savoie). Au fort de la Bastille à Grenoble, la terrasse accueillant les visiteurs du téléphérique porte le nom de terrasse des géologues, en hommage aux trois géologues Wilfrid Kilian, Charles Lory et Pierre Termier.
Les prix et distinctions suivantes lui ont été décernées :
- docteur honoris causa de l'Université d'Innsbruck.
- 1903 : premier lauréat du prix Prestwich de la Société géologique, décerné par Albert de Lapparent.
- 1906, prix Wilde de l'Académie des sciences.
- 1920 : prix Albert-Gaudry de la Société géologique de France en 1920.
- 6 octobre 1927 :  Commandeur de la Légion d'honneur.